# Cowin
Cowin Auto (dont le nom officiel est Yibin Kaiyi (Cowin) Automobile Co., Ltd., en chinois : 凯翼, Kǎiyì) est un constructeur automobile chinois fondé en 2014.

## Histoire
L'origine de la dénomination Cowin remonte à 2003, lorsqu'elle a été introduite pour identifier le modèle de voiture homonyme, qui n'était rien d'autre que le restylage de l'ancienne Chery Fulwin (la version sous licence de la première série de Seat Toledo ainsi que la première voiture produite par le même Chinois) ; par la suite, à partir de 2009, Chery décide de réorganiser sa gamme de produits en utilisant ce nom pour identifier une sous-gamme de modèles désormais anciens et en fin de cycle de production mais maintenus dans la liste des prix uniquement parce qu'ils garantissaient encore des volumes de vente décents ; ainsi sont nés les Chery Cowin 1 (le restylage de l'ancienne QQ6), les Chery Cowin 2 (ex Chery Cowin / Fulwin), les Chery Cowin 3 (ex-modèle Chery A5), etc.
Cowin Auto a été créée en tant que filiale du constructeur automobile chinois Chery Automobile en 2014 dans le but de développer une nouvelle niche sur le marché automobile chinois, qui connaît un développement dynamique. Cowin visait les jeunes acheteurs des villes moyennes et petites d'un pays asiatique, voulant les encourager à acheter principalement grâce à un prix bas.
Le premier véhicule de la marque Cowin était la voiture compacte C3 berline et C3R hatchback, qui a été mis en vente en novembre 2014 - six mois après ses débuts. Au cours des années suivantes, la gamme de Cowin a été élargie principalement en termes de SUV et de crossovers en commençant par le X3 en 2016. Puis, un an plus tard, il est rejoint par le plus grand X5. En 2020, Cowin lance une voiture plus puissante sous la forme de la E5, tandis que dans le même temps, afin d'enrayer la baisse de popularité de la marque, la Showjet a été lancée.

## Véhicules
Cowin Auto a élaboré les modèles de véhicules suivants :
- Cowin C3
- Cowin E3
- Cowin E5
- Cowin X3
- Cowin X5
- Cowin V3
- Cowin V7
- Cowin Showjet
- Cowin Xuandu

## Galerie

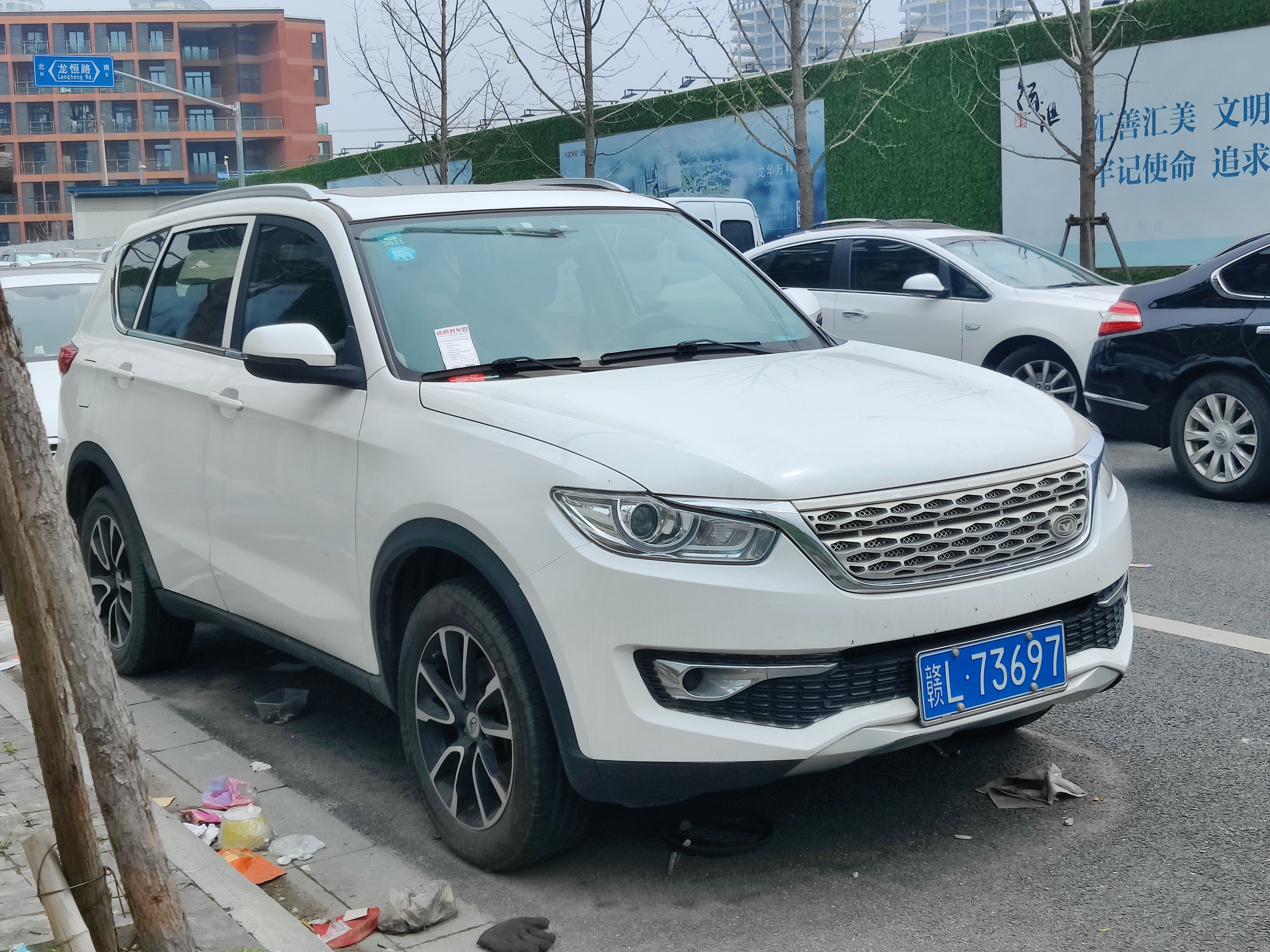
Cowin X3.
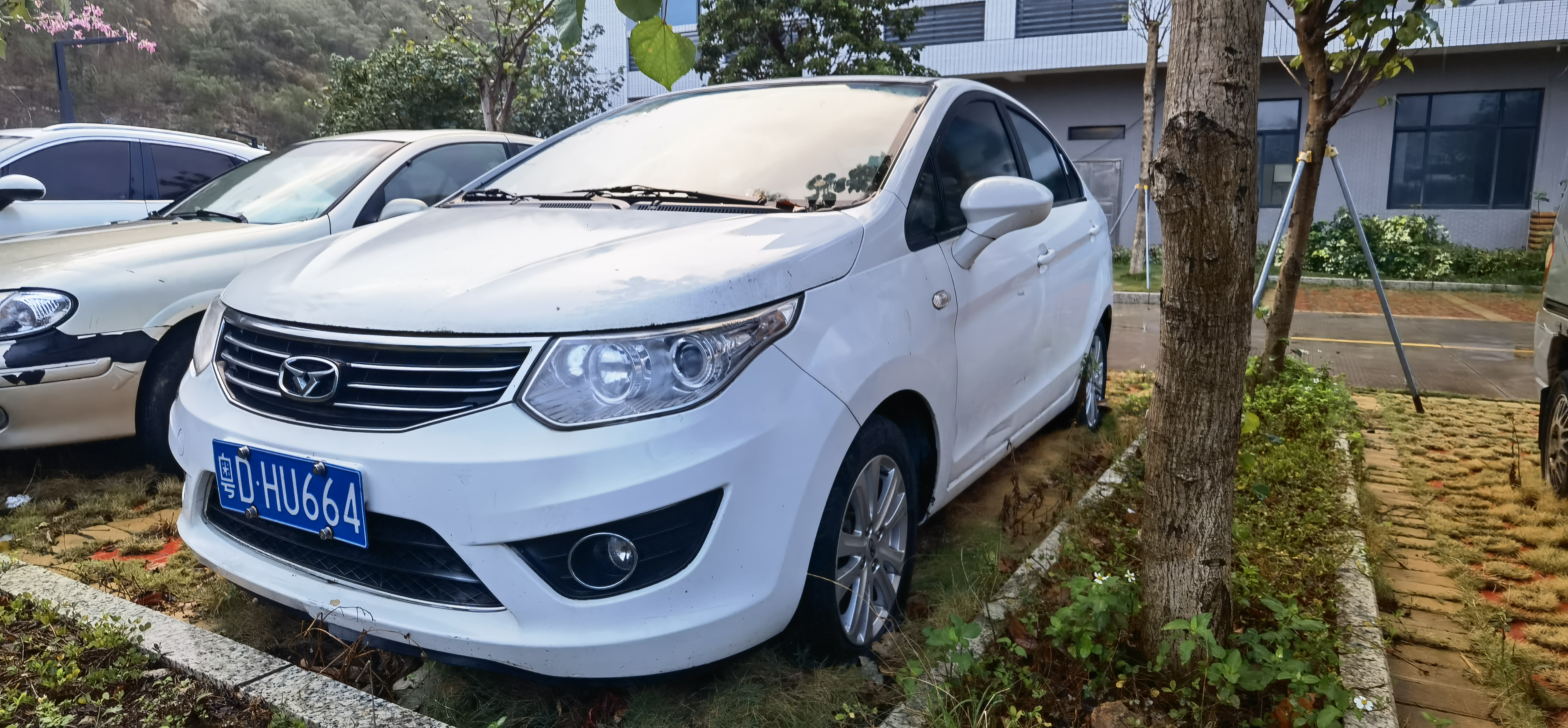
Cowin C3.
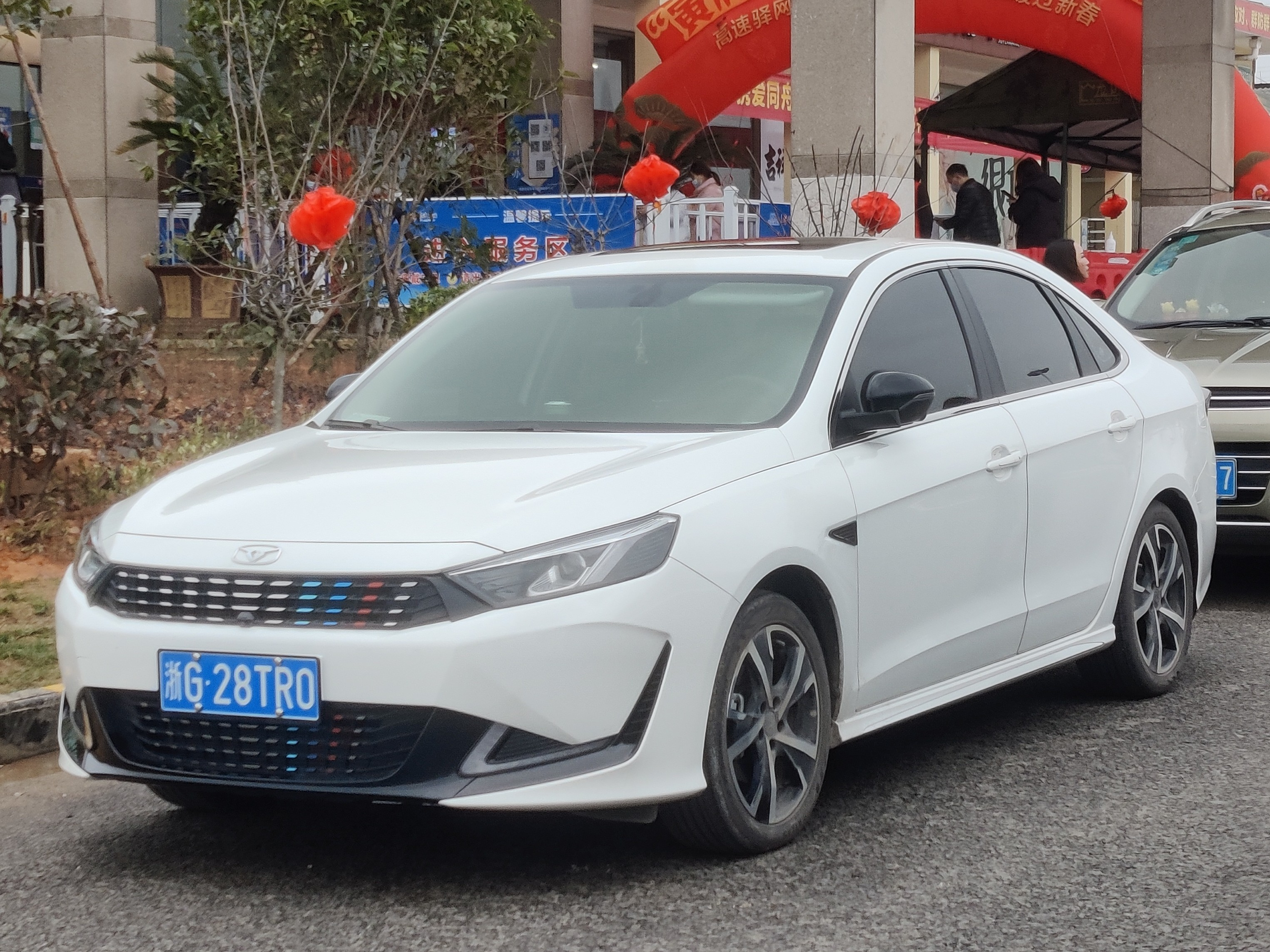
Kaiyi Xuandu.